# Tramwaje w Lipsku
Tramwaje w Lipsku (niem. Straßenbahn Leipzig) – system tramwajowy funkcjonujący w Lipsku – jednym z miast niemieckiego kraju związkowego Saksonia. Operatorem systemu jest przedsiębiorstwo Leipziger Verkehrsbetriebe. Tramwaje wraz ze S-Bahn Mitteldeutschland tworzą kręgosłup miejskiego transportu publicznego w Lipsku. Jest to jeden z największych systemów tramwajowych w Niemczech (15 linii). Rozstaw szyn jest największy wśród niemieckich systemów tramwajowych i wynosi 1458 mm. Praca przewozowa lipskich tramwajów w 2012 r. wyniosła około 12,7 miliona wozokilometrów.

## Historia

### Tramwaje konne
Historia lipskiego systemu tramwajowego rozpoczęła się 18 maja 1872 r. wraz z otwarciem pierwszych linii tramwaju konnego przez przewoźnika Leipziger Pferde-Eisenbahn (LPE). Pierwsza zajezdnia tramwajowa mieściła się w Reudnitz, które było wówczas siedzibą dyrekcji przewoźnika. Pod koniec 1895 r. system tramwajowy składał się z 46 km torowisk, 1013 koni, 172 wagonów i pięciu zajezdni.

### Tramwaje elektryczne do 1945

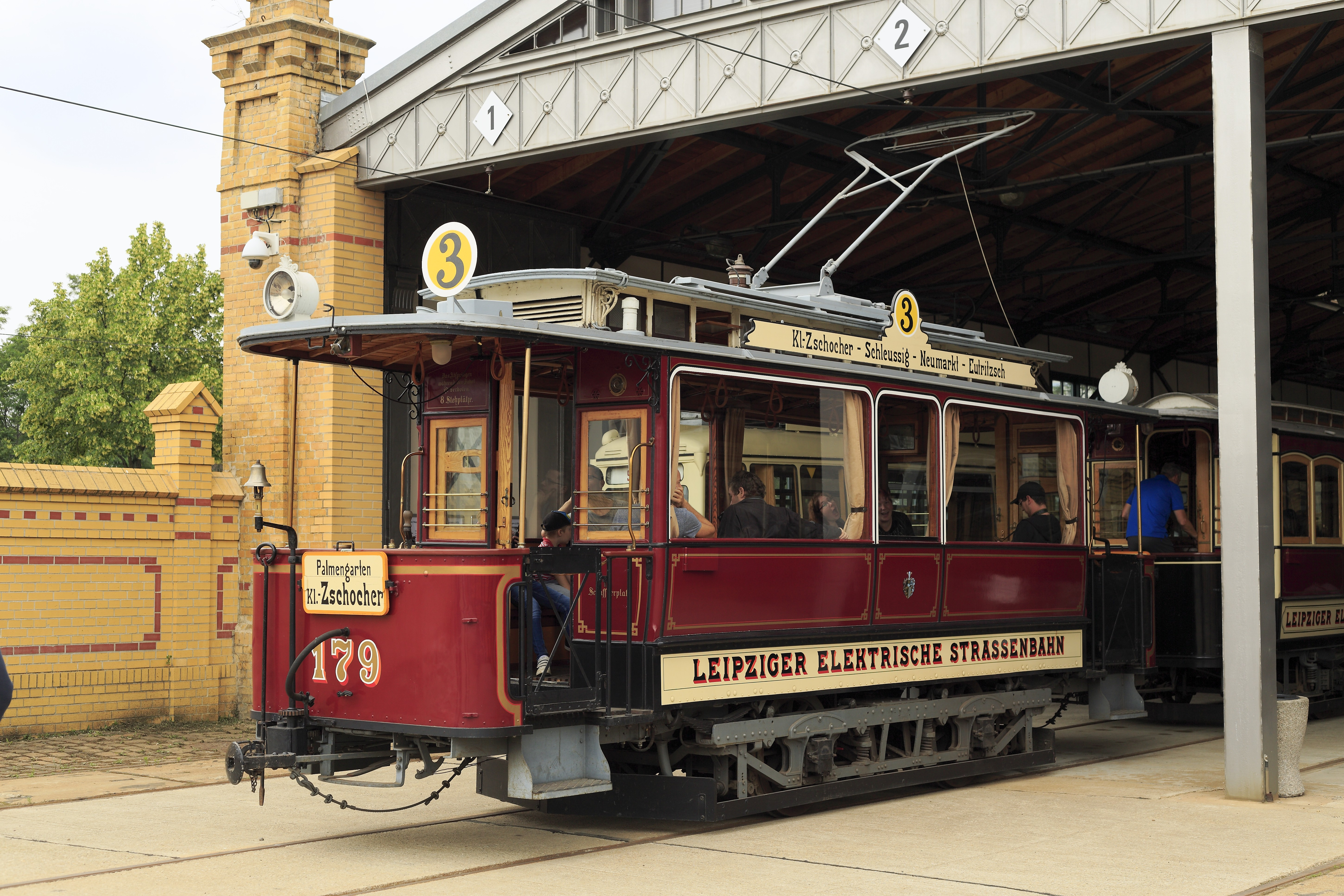
Tramwaj typu 15 z 1900 r.

W kwietniu 1896 r. przedsiębiorstwo LPE przekształcono w firmę Große Leipziger Straßenbahn (GLSt), która do 1897 r. ukończyła elektryfikację systemu. Jeszcze w tym samym roku przedsiębiorstwo Leipziger Elektrische Straßenbahn (LESt) rozpoczęło swoją działalność, a w 1900 r. powstała kolejna firma – Leipziger Außenbahn AG (LAAG).
W czasie I wojny światowej nastąpiła fuzja Große Leipziger Straßenbahn i Leipziger Elektrische Straßenbahn pod szyldem GLSt. Przedsiębiorstwo dysponowało wówczas ponad 685 wagonami silnikowymi, 546 doczepnymi i torowiskami o długości 127,4 km.
W lipcu 1938 r. firmę GLSt przemianowano na Leipziger Verkehrsbetriebe (LVB). Od grudnia 1943 r., na skutek zniszczeń spowodowanych bombardowaniami alianckimi, ruch tramwajowy wielokrotnie zawieszano. W kwietniu 1945 r. po wkroczeniu wojsk amerykańskich do miasta tramwaje przestały kursować na 9 dni.

### Czas NRD

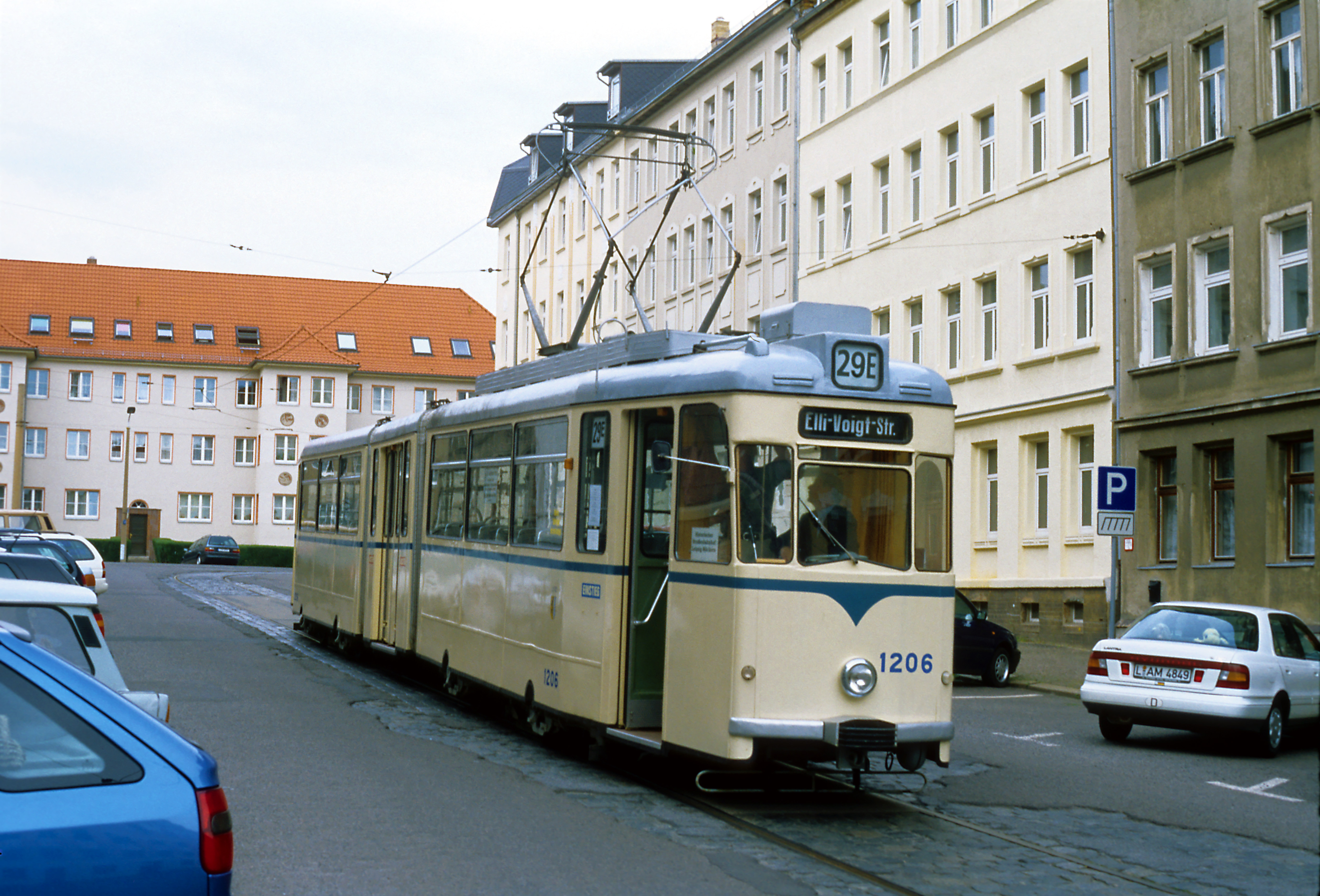
Gotha G4-65 z 1967 r.

W 1951 r. połączono Leipziger Außenbahn z LVB, które ówcześnie nosiło nazwę VEB Verkehrsbetriebe der Stadt Leipzig. W tym samym roku po 20 latach przerwy zamówiono fabrycznie nowe wagony. W 1965 r. na obszarze całego systemu wprowadzono obsługę bezkonduktorską w tramwajach. W 1969 r. dostarczono pierwszy z ponad 900 czechosłowackich wagonów tramwajowych serii Tatra.
W latach 70. XX wieku doszło do rozwoju motoryzacji, co spowodowało pogorszenie przepustowości układu drogowego. Z tego powodu przebudowano Tröndlinring, ulicę okrążającą centrum miasta, która jest również ważną magistralą tramwajową. W czasach NRD powstało wiele osiedli mieszkaniowych na zachodzie Lipska, do których doprowadzono nowe odcinki torowisk. Większe rozbudowy systemu o nowe torowiska miały miejsce w latach 1983, 1986 i 1989. Oprócz tego przedłużono także istniejące odcinki.

### Po zjednoczeniu Niemiec

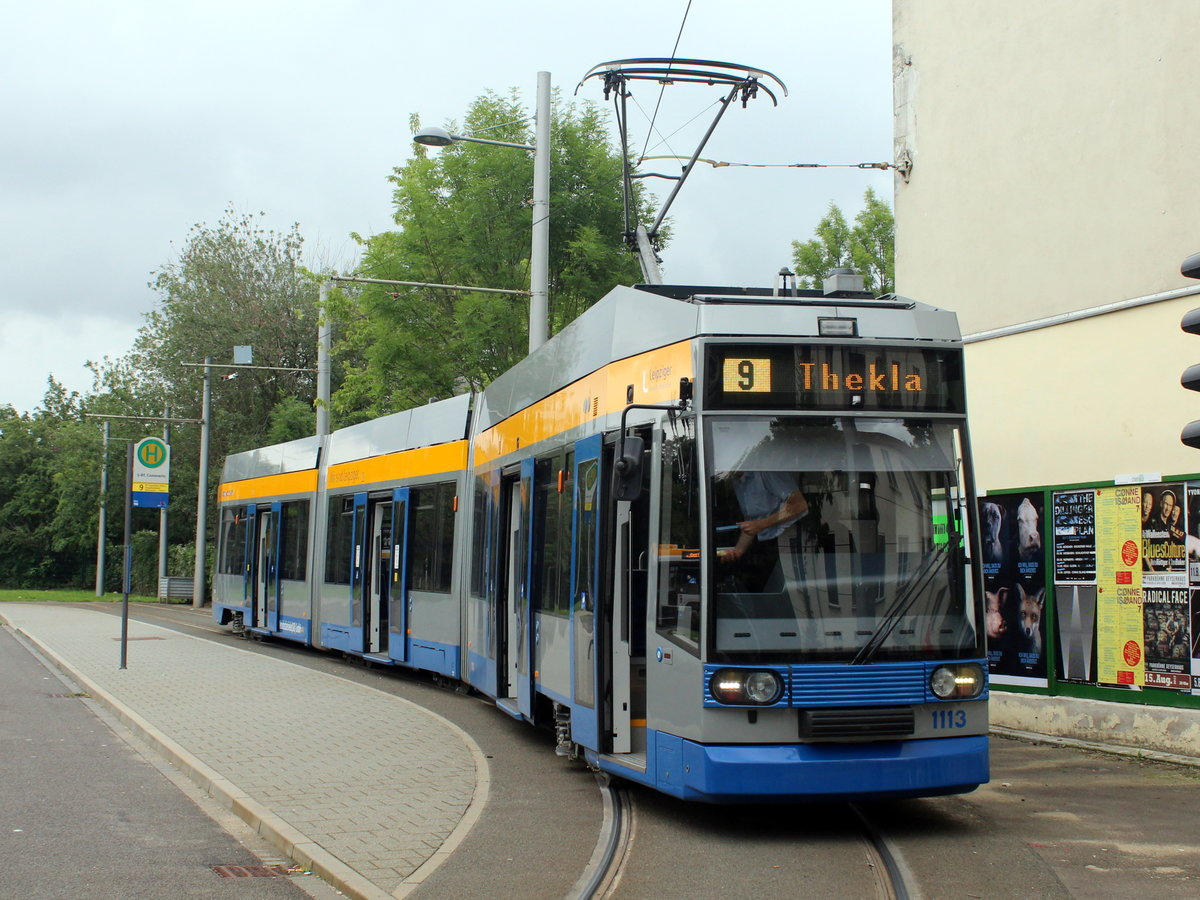
Duewag/Siemens NGT8 z 1995 r.

Po 1990 r. zlikwidowano wiele torowisk tramwajowych (podobnie jak w końcu lat 70. XX wieku), tym razem jednak powodem były oszczędności po zmianie sytuacji społeczno-politycznej w konsekwencji zjednoczenia Niemiec. Układ sieci zoptymalizowano pod kątem zwiększenia efektywności transportu tramwajowego. W latach 1994–1998 zakupiono 56 ośmioosiowych tramwajów typu NGT8, wyprodukowanych przez konsorcjum firm Duewag, Waggonbau Bautzen (DWA), ABB i Siemens; były to pierwsze niskopodłogowe tramwaje w Lipsku.

### Początek XXI wieku

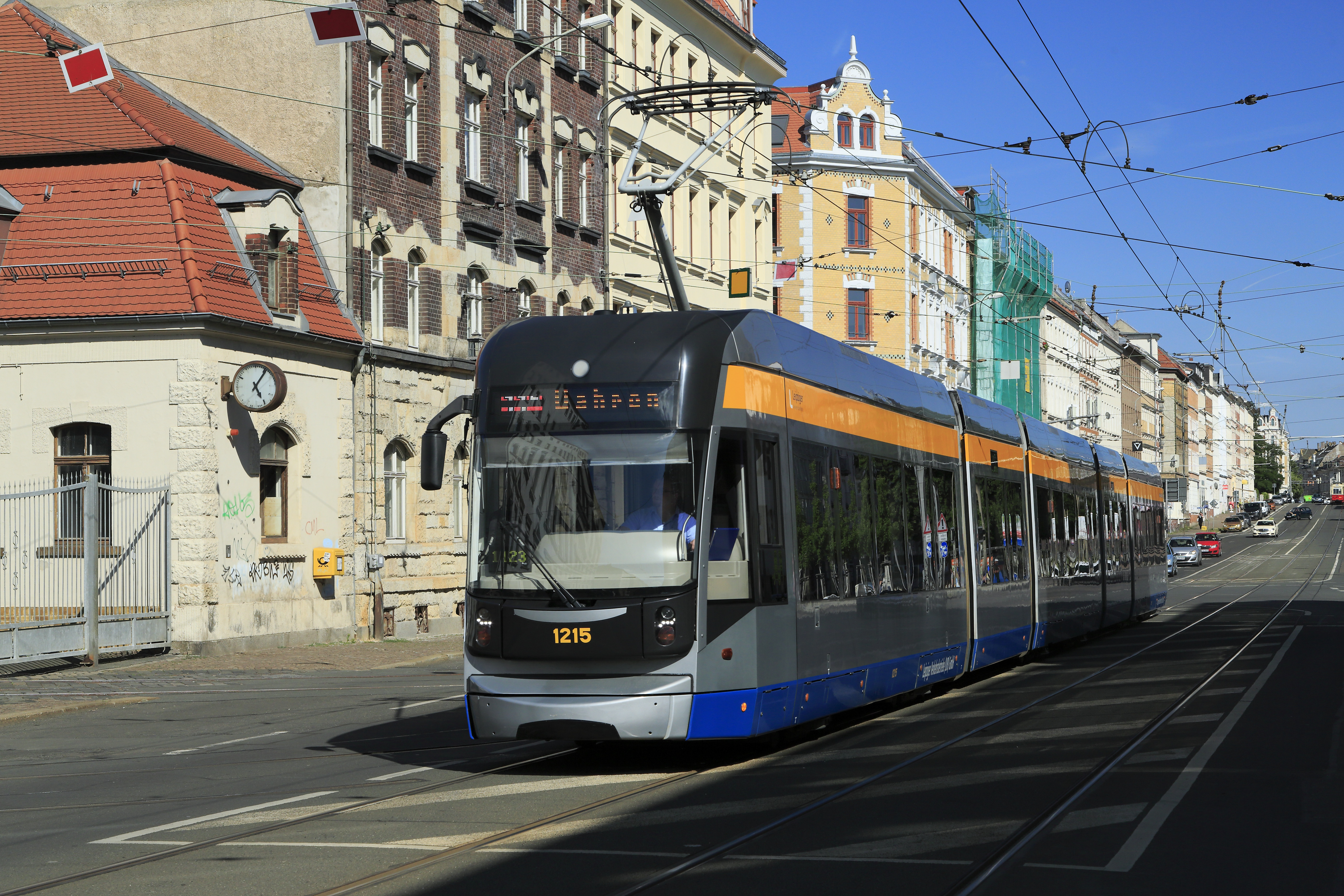
Bombardier Flexity Classic (NGT12LEI)

W celu zwiększenia dostępności starszego taboru tramwajowego dla osób starszych i niepełnosprawnych, w latach 2000–2001 zakupiono w zakładach Bombardier 38 czteroosiowych doczep niskopodłogowych typu NB4. Z powodu ograniczonych funduszy i niewystarczającej pojemności wagonów NGT8, postanowiono o skonstruowaniu własnego, częściowo niskopodłogowego wagonu tramwajowego, któremu nadano nazwę Leoliner (inne oznaczenie: NGTW6L). Produkcja tych sześcioosiowych wagonów tramwajowych przebiegała w zakładach LEOLINER Fahrzeug-Bau Leipzig GmbH (FBL; dziś HeiterBlick). Pierwsze dwa prototypy wprowadzono do ruchu w 2004 r. W latach 2005–2007 do Lipska dostarczono 24 długie na 45 m przegubowe wagony niskopodłogowe typu NGT12-LEI z serii Flexity Classic produkcji Bombardier Transportation. W latach 2010–2012 zakupiono kolejnych 9 tramwajów NGT12-LEI za 29 mln euro. 26 marca 2015 r. LVB zamówiło cztery tramwaje typu Solaris Tramino (NGT10) w zakładach Solaris Bus & Coach z opcją zakupu 43 kolejnych egzemplarzy w ciągu następnych pięciu lat. Pierwszy tramwaj dostarczono do miasta 21 grudnia 2016 r. Całkowity koszt zakupu wagonów wynosi około 120 mln euro.

## Linie

### Dzienne zwykłe
Stan z 19 października 2019 r.
| Linia  | Trasa |
| ------ | --- |
| 1 1E   | Lausen – Zschampertaue – Krakauer Straße – Ratzelbogen – Stuttgarter Allee – Schönauer/Ratzelstraße – Herrmann-Meyer-Straße – Kurt-Kresse-Straße – Diezmannstraße – Antonien-/Gießerstraße – Adler – Rödelstraße – Stieglitzstraße – Holbeinstraße – Klingerweg – Marschnerstraße – Westplatz – Gottschedstraße – Goerdelerring – Hauptbahnhof – Hofmeisterstraße – Friedrich-List-Platz – Einertstraße – Hermann-Liebmann-/Eisenbahnstraße – Stannebeinplatz – Stöckelstraße – Löbauer Straße – Ossietzky-/Gorkistraße – Rathaus Schönefeld – Schönefeld, Volbedingstraße (1E) – Mockauer-/Volbedingstraße – Friedrichshafner Straße – Döringstraße – Mockau, Post |
| 2      | [Lausen – Zschampertaue – Krakauer Straße (tylko wcześnie rano i wieczorem)] Grünau-Süd – Ratzelbogen – Stuttgarter Allee – Schönauer/Ratzelstraße – Herrmann-Meyer-Straße – Kurt-Kresse-Straße – Diezmannstraße – Antonien-/Gießerstraße – Adler – Rödelstraße – Stieglitzstraße – Holbeinstraße – Klingerweg – Marschnerstraße – Westplatz – Neues Rathaus – Wilhelm-Leuschner-Platz – Roßplatz – Härtelstraße – Bayerischer Bahnhof – Johannisallee – Deutsche Nationalbibliothek – Altes Messegelände – Naunhofer Straße – Völkerschlachtdenkmal – Südfriedhof – Prager/Russenstraße – Probstheida – Franzosenallee – Roseggerstraße – Meusdorf (w dni powszednie) |
| 3 3E   | Knautkleeberg – Fortunabadstraße – Albersdorfer Straße – Seumestraße – Wasserwerk Windorf – Großzschocher, Gerhard-Ellrodt-Straße – Huttenstraße – Kunzestraße – Arthur-Nagel-Straße – Kleinzschocher, Kötzschauer Straße – Schwartzestraße – Adler – Markranstädter Straße – Elster-Passage – Felsenkeller – Angerbrücke, Strbf. – Sportforum Süd – Waldplatz – Leibnizstraße – Goerdelerring – Hauptbahnhof – Hofmeisterstraße – Friedrich-List-Platz – Einertstraße – Hermann-Liebmann-/Eisenbahnstraße – Torgauer Platz – Volksgarten – Permoser-/Torgauer Straße – Schwantesstraße – Bautzner Straße – Hohentichelnstraße – Arcus Park – Heiterblick, Teslastraße – Portitzer Allee, S-Bf. Heiterblick – Taucha, Otto-Schmidt-Straße – Taucha, Theodor-Körner-Straße – Taucha, Freiligrathstraße – Taucha, An der Bürgerruhe (końcowy linii: 3) – Heisenbergstraße – Paunsdorf-Nord – Hermelinstraße – Paunsdorfer Allee/Permoserstraße – Paunsdorf-Center – Sommerfeld (końcowy linii: 3E) |
| 4 4E   | Gohlis, Landsberger Straße – Beyerleinstraße – Landsberger-/Max-Liebermann-Straße – Viertelsweg – S-Bf. Coppiplatz – Georg-Schumann-/Lindenthaler Straße – Menckestraße – Stallbaumstraße – Am Mückenschlösschen – Feuerbachstraße – Waldplatz – Leibnizstraße – Goerdelerring – Hauptbahnhof (4E, w dni powszednie) – Augustusplatz – Johannisplatz – Gerichtsweg – Reudnitz, Koehlerstraße – Breite Straße – Riebeck-/Oststraße – Riebeck-/Stötteritzer Straße (4E, w dni powszednie) – S-Bf. Stötteritz – Breslauer Straße – Weißestraße – Rathaus Stötteritz – Kolmstraße – Stötteritz, Holzhäuser Straße |
| 7      | Böhlitz-Ehrenberg, Burghausener Straße – Forstweg – Ludwig-Jahn-Straße – Südstraße – Barnecker Straße – S-Bf. Leutzsch – Philipp-Reis-Straße – Pfingstweide – Rathaus Leutzsch – Diakonissenhaus – Wielandstraße – Georg-Schwarz-/Merseburger Straße – Lindenauer Markt – Angerbrücke, Strbf. – Sportforum Süd – Waldplatz – Leibnizstraße – Goerdelerring – Hauptbahnhof – Augustusplatz – Johannisplatz – Gerichtsweg – Reudnitz, Koehlerstraße – Wiebelstraße – Edlichstraße (poza czasem kursowania linii nr 8 kursuje przez Torgauer Platz – Geißlerstraße, Bülowviertel) – Annenstraße – Sellerhausen, Emmaussstraße – Ostheimstraße – Theodor-Heuss-Straße – Barbarastraße – Paunsdorf, Strbf. – Am Vorwerk – Ahornstraße – Paunsdorf-Nord – Hermelinstraße – Paunsdorfer Allee/Permoser Straße – Paunsdorf Center – Sommerfeld |
| 8      | Grünau-Nord – Schönauer Ring – Parkallee – Grünauer Allee – Saarländer Straße – Credéstraße – Lindenau, Bushof – Henriettenstraße – Lützner/Merseburger Straße – Angerbrücke, Strbf. – Sportforum Süd – Waldplatz – Westplatz – Neues Rathaus – Wilhelm-Leuschner-Platz – Augustusplatz – Hauptbahnhof, Wintergartenstraße – Hofmeisterstraße – Friedrich-List-Platz – Hermann-Liebmann-/Eisenbahnstraße – Torgauer Platz – Geißlerstraße, Bülowviertel – Annenstraße – Sellerhausen, Emmausstraße – Ostheimstraße – Theodor-Heuss-Straße – Barbarastraße – Paunsdorf, Strbf. – Am Vorwerk – Ahornstraße – Paunsdorf-Nord |
| 9      | Thekla – Mockau, Kirche – Samuel-Lampel-Straße – Mockau, Post – Döringstraße – Friedrichshafner Straße – Mockauer-/Volbedingstraße – Hamburger Straße – Apelstraße, Historischer Strbf. – Wittenberger Straße ← Wilhelm-Liebknecht-Platz – Hauptbahnhof, Westseite – Goerdelerring – Thomaskirche – Neues Rathaus – Wilhelm-Leuschner-Platz – Roßplatz – Härtelstraße – Bayerischer Bahnhof – Körnerstraße – Kurt-Eisner-/Arthur-Hoffmann-Straße – Steinplatz – Arthur-Hoffmann-/Richard-Lehmann-Straße – R.-Lehmann-Straße, HTWK – Connewitzer Kreuz – Stockartstraße – Hildebrandstraße – S-Bf. Connewitz, Klemmstraße |
| 10     | Wahren – Am Viadukt – Annaberger Straße – Möckernscher Markt – Dantestraße – S-Bf. Möckern – Wiederitzscher Straße – Georg-Schumann-/Lindenthaler Straße – Georg-Schumann-/Lützowstraße – Chausseehaus – Wilhelm-Liebknecht-Platz – Hauptbahnhof – Augustusplatz – Wilhelm-Leuschner-Platz – Münzgasse, LVZ – Hohe Straße – Südplatz – Karl-Liebknecht-/Kurt-Eisner-Straße – R.-Lehmann-Straße, HTWK – Connewitzer Kreuz – Wiedebachplatz – Arthur-Hoffmann-/Arno-Nitzsche-Straße ← Meusdorfer Straße – Triftweg – An der Märchenwiese – Moritz-Hof – Lößnig |
| 11 11E | Schkeuditz, Rathausplatz – Schkeuditz, Altscherbitz – Schkeuditz, Paetzstraße – Schkeuditz, Gartenstadt – Modelwitz – Hänichen, Bismarckturm – Freirodaer Weg – Lützschena – Stahmelner Allee – Stahmeln – Pittlerstraße – Wahren (11E) – Am Viadukt – Annaberger Straße – Möckernscher Markt – Dantestraße – S-Bf. Möckern – Wiederitzscher Straße – Georg-Schumann-/Lindenthaler Straße – Georg-Schumann-/Lützowstraße – Chausseehaus – Wilhelm-Liebknecht-Platz – Hauptbahnhof – Augustusplatz – Wilhelm-Leuschner-Platz – Münzgasse, LVZ – Hohe Straße – Südplatz – Karl-Liebknecht-/Kurt-Eisner-Straße – R.-Lehmann-Straße, HTWK – Connewitzer Kreuz – Stockartstraße – Hildebrandstraße – S-Bf. Connewitz, Klemmstraße – Raschwitzer Straße – Friederikenstraße – Leinestraße – Dölitz, Strbf. (11E) – Am Eichwinkel ← Markkleeberg, Virchowstraße – Markkleeberg-Ost, Schillerplatz |
| 12     | Gohlis-Nord, Virchowstraße – Baaderstraße – Gottschallstraße – Virchow-/Coppistraße – S-Bf. Gohlis – Georg-Schumann-/Lützowstraße – Fritz-Seger-Straße – Springerstraße – Nordplatz – Zoo – Lortzingstraße – Goerdelerring – Hauptbahnhof – Augustusplatz – Johannisplatz [– Gutenbergplatz – Ostplatz – Witzgallstraße – Technisches Rathaus (w dni powszednie)] |
| 14     | (linia okrężna) S-Bf. Plagwitz → Karl-Heine-/Gießerstraße → Karl-Heine-/Merseburger Straße → Felsenkeller → Alte Straße → Nonnenstraße → Marschnerstraße → Westplatz → Gottschedstraße → Goerdelerring → Hauptbahnhof → Augustusplatz → Wilhelm-Leuschner-Platz → Neues Rathaus → Westplatz → Marschnerstraße → Nonnenstraße → Alte Straße → Felsenkeller → Karl-Heine-/Merseburger Straße → Karl-Heine-/Gießerstraße → S-Bf. Plagwitz |
| 15     | Miltitz – Saturnstraße – Jupiterstraße – Plovdiver Straße – Kiewer Straße – Am Kirschberg – Schönauer Ring – Parkallee – Grünauer Allee – Saarländer Straße – Credéstraße – Lindenau, Bushof – Henriettenstraße – Lützner-/Merseburger Straße – Lindenauer Markt – Angerbrücke, Strbf. – Sportforum Süd – Waldplatz – Leibnizstraße – Goerdelerring – Hauptbahnhof – Augustusplatz – Johannisplatz – Gutenbergplatz – Ostplatz – Witzgallstraße – Technisches Rathaus – Altes Messegelände – Naunhofer Straße – Völkerschlachtdenkmal – Südfriedhof – Prager-/Russenstraße – Probstheida – Franzosenallee – Roseggerstraße – Meusdorf |
| 16     | Messegelände – S-Bf. Messe – Georg-Herwegh-Straße – Wiederitzsch-Mitte – Dachauer Straße – Klinikum St. Georg – Hornbach Baumarkt – Delitzscher-/Essener Straße – Mosenthinstraße – Eutritzscher Markt – Eutritzscher Zentrum – Wilhelminenstraße – Chausseehaus – Wilhelm-Liebknecht-Platz – Hauptbahnhof – Augustusplatz – Roßplatz – Härtelstraße – Bayerischer Bahnhof – Johannisallee – Deutsche Nationalbibliothek – An den Tierkliniken – Richard-Lehmann-/Zwickauer Straße – Triftweg – An der Märchenwiese – Moritz-Hof – Lößnig |

### Nocne
| Linia | Trasa |
| ----- | --- |
| N10   | Hauptbahnhof – Augustusplatz – Wilhelm-Leuschner-Platz – Münzgasse, LVZ – Hohe Straße – Südplatz – Karl-Liebknecht-/Kurt-Eisner-Straße – R.-Lehmann-Straße, HTWK – Connewitzer Kreuz – Wiedebachplatz – Arthur-Hoffmann-/Arno-Nitzsche-Straße ← Meusdorfer Straße – Triftweg – An der Märchenwiese – Moritz-Hof – Lößnig |
| N17   | Lausen – Zschampertaue – Krakauer Straße – Ratzelbogen – Stuttgarter Allee – Schönauer/Ratzelstraße – Herrmann-Meyer-Straße – Kurt-Kresse-Straße – Diezmannstraße – Antonien-/Gießerstraße – Adler – Rödelstraße – Stieglitzstraße – Holbeinstraße – Klingerweg – Marschnerstraße – Westplatz – Gottschedstraße – Goerdelerring – Hauptbahnhof – Augustusplatz – Johannisplatz – Gerichtsweg – Reudnitz, Koehlerstraße – Wiebelstraße – Torgauer Platz – Geißlerstraße, Bülowviertel – Annenstraße – Sellerhausen, Emmaussstraße – Ostheimstraße – Theodor-Heuss-Straße – Barbarastraße – Paunsdorf, Strbf. – Am Vorwerk – Ahornstraße – Paunsdorf-Nord |

### Specjalne
| Linia | Trasa |
| ----- | --- |
| 51    | Wahren – Am Viadukt – Annaberger Straße – Möckernscher Markt – Dantestraße – S-Bf. Möckern – Wiederitzscher Straße – Georg-Schumann-/Lindenthaler Straße – Menckestraße – Stallbaumstraße – Am Mückenschlösschen (dostęp do stadionu) – Feuerbachstraße (dostęp do stadionu) – Waldplatz – Leibnizstraße – Goerdelerring – Hauptbahnhof – Augustusplatz – Wilhelm-Leuschner-Platz – Münzgasse, LVZ – Hohe Straße – Südplatz – Karl-Liebknecht-/Kurt-Eisner-Straße – Karl-Liebknecht-/R.-Lehmann-Straße, HTWK – Connewitzer Kreuz – Wiedebachplatz – Arthur-Hoffmann-/Arno-Nitzsche-Straße ← Meusdorfer Straße – Triftweg – An der Märchenwiese – Moritz-Hof – Lößnig |
| 56    | Messegelände – S-Bf. Messe – Georg-Herwegh-Straße – Wiederitzsch-Mitte – Dachauer Straße – Klinikum St. Georg – Hornbach Baumarkt – Delitzscher-/Essener Straße – Mosenthinstraße – Eutritzscher Markt – Eutritzscher Zentrum – Wilhelminenstraße – Chausseehaus – Wilhelm-Liebknecht-Platz – Hauptbahnhof, Westseite – Goerdelerring – Leibnizstraße – Waldplatz – Sportforum Süd (z powrotem między przystankami Waldplatz i Hauptbahnhof przez Westplatz, Neues Rathaus, W.-Leuschner-Platz i Augustusplatz) |

### Legenda oznaczeń
Kolor linii oznacza, na którym z przystanków na Innenstadtring zatrzymuje się dana linia:
| Kolor     | Przystanki |
| --------- | --- |
| czerwony  | Hauptbahnhof/Willy-Brandt-Platz i Augustusplatz, brak obsługi Goerdelerring                                                       |
| zielony   | Goerdelerring und Hauptbahnhof/Willy-Brandt-Platz, brak obsługi Augustusplatz i Wilhelm-Leuschner-Platz                           |
| granatowy | Goerdelerring, Hauptbahnhof/Willy-Brandt-Platz i Augustusplatz/Goethestraße, brak obsługi Wilhelm-Leuschner-Platz                 |
| żółty     | Wilhelm-Leuschner-Platz, brak obsługi Hauptbahnhof/Willy-Brandt-Platz                                                             |
| niebieski | Goerdelerring, Hauptbahnhof/Willy-Brandt-Platz, Augustusplatz i Wilhelm-Leuschner-Platz (tylko zgodnie z ruchem wskazówek zegara) |

## Tabor
Stan z 18 lutego 2020 r.
| Zdjęcie        | Typ                 | Eksploatacja od | Liczba |
| -------------- | ------------------- | --------------- | ------ |
|                | Tatra T4DM          | 1984            | 86     |
|                | Tatra B4D-NF        | 1984            | 3      |
|                | Bombardier NB4      | 2000            | 43     |
|                | Duewag/Siemens NGT8 | 1994            | 56     |
|                | NGTW6L              | 2003            | 49     |
|                | NGT12LEI            | 2005            | 33     |
|                | NGT10               | 2016            | 23     |
| Łączna liczba: | Łączna liczba:      | Łączna liczba:  | 293    |

## Zajezdnie
- Zajezdnia Angerbrücke
- Zajezdnia Paunsdorf
- Zajezdnia Dölitz

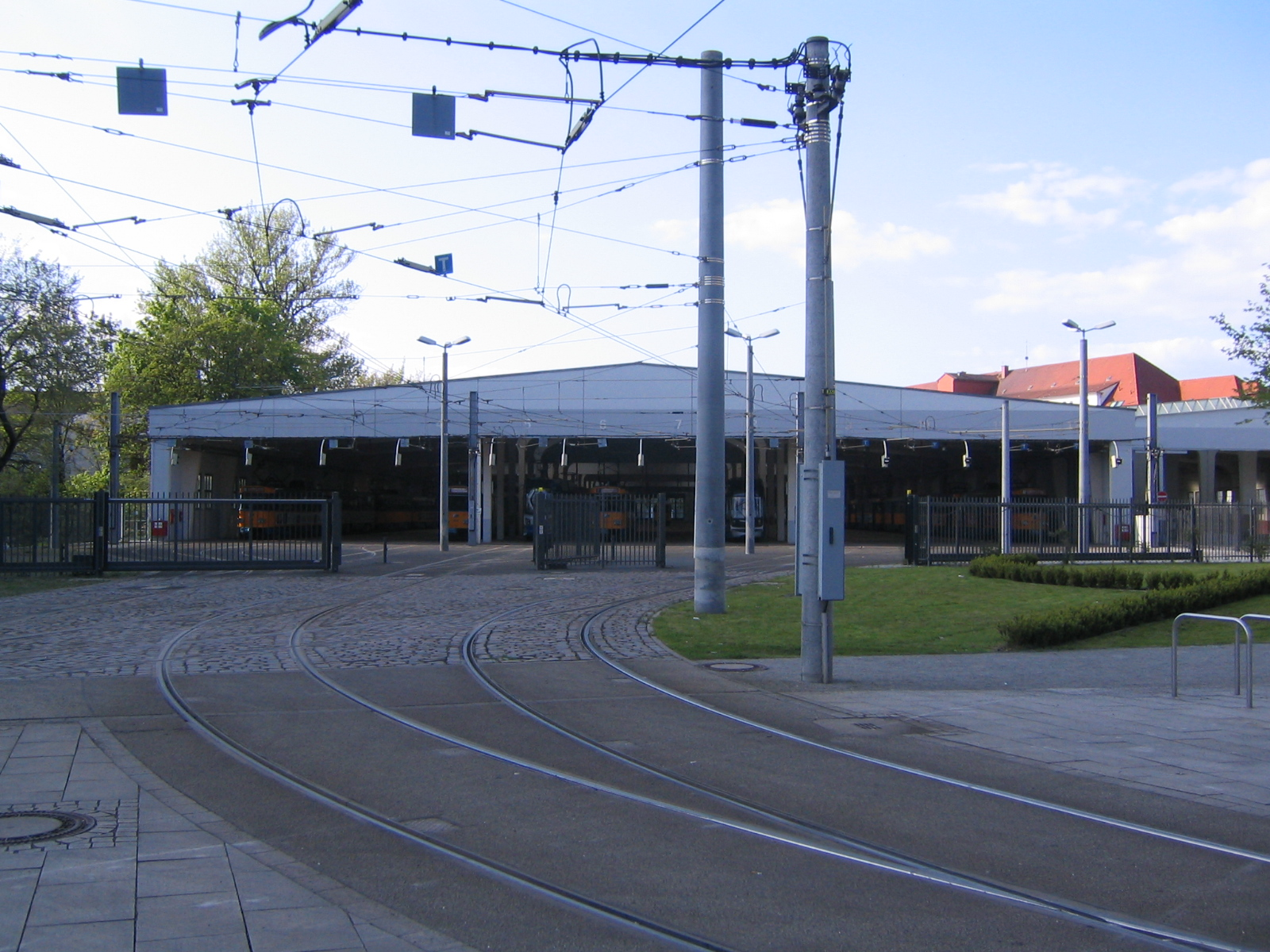
Zajezdnia Angerbrücke

- Warsztaty główne Heiterblick (z torami odstawczymi)
- Tory odstawcze Lausen
- Zajezdnia Leutzsch (nie funkcjonuje)
- Zajezdnia Wittenberger Straße (muzeum tramwajów)
- Zajezdnia Möckern (do 2018 r. muzeum tramwajów)